# 佩尔-英厄·本特松
佩尔-英厄·本特松（瑞典語：Per-Inge Bengtsson，1961年10月29日—），瑞典男子皮划艇运动员。他曾代表瑞典参加1984年和1988年夏季奥林匹克运动会皮划艇比赛，其中1984年奥运会共获得二枚银牌。